# Socx
Socx (niederländisch: Soks) ist eine französische Gemeinde mit 873 Einwohnern (Stand 1. Januar 2022) im Département Nord in der Region Hauts-de-France. Sie gehört dem Arrondissement Dunkerque, dem Kanton Wormhout und dem Gemeindeverband Hauts de Flandre an.

## Lage
Die Gemeinde Socx liegt in Französisch-Flandern, zehn Kilometer südsüdöstlich von Dünkirchen und 14 Kilometer westlich der Grenze zu Belgien. Im Norden von Socx geht die zweistreifige N 225 in die A 25 über.

## Geschichte
Socx wurde erstmals im Jahr 1067 als Chocas in einer Charta des flandrischen Grafen Balduin V. erwähnt. Dieser Name wurde 1225 in Chox und 1528 in Sox geändert, bevor er seine heutige Schreibweise annahm. Socx gehörte über Jahrhunderte zum Herrschaftsbereich der Châtellenie Bergues und der Diözese Ypern.
Im Ersten Weltkrieg befand sich von 1914 bis 1918 das Hauptquartier des französischen Marschalls Foch in Socx. Während des Zweiten Weltkriegs wurde das Krankenhaus des von deutschen Truppen eingenommenen Dunkerque nach Socx verlagert.

## Wappen
Das Wappen von Socx zeigt einen schwarzen Löwen mit roter Zunge auf rot umrandetem silbernen Grund. Es ist identisch mit dem Wappen der Gemeinde Quaëdypre.

## Bevölkerungsentwicklung
| Jahr                       | 1962 | 1968 | 1975 | 1982 | 1990 | 1999 | 2011 | 2021 |
| Einwohner                  | 722  | 710  | 773  | 801  | 962  | 980  | 956  | 890  |
| Quellen: Cassini und INSEE |      |      |      |      |      |      |      |      |

## Sehenswürdigkeiten
Die Ende des 16. Jahrhunderts erbaute Kirche Saint Léger wurde im Zweiten Weltkrieg durch Granatenbeschuss beschädigt und zwischen 1957 und 1961 restauriert.

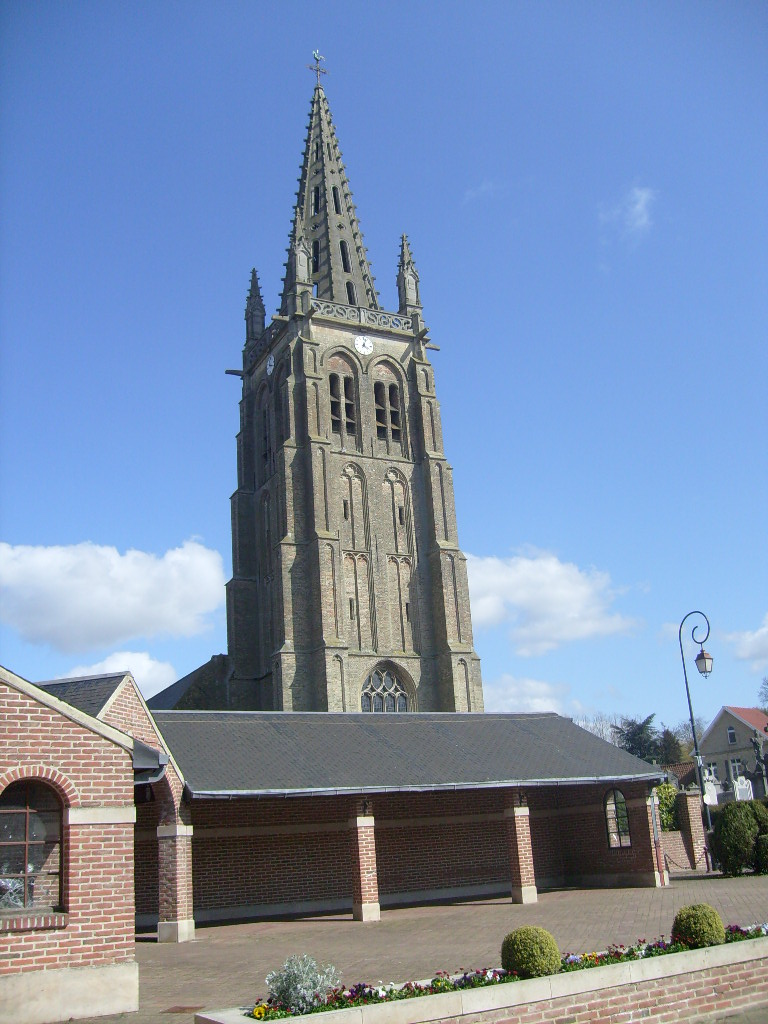
Kirche Saint-Léger, Monument historique
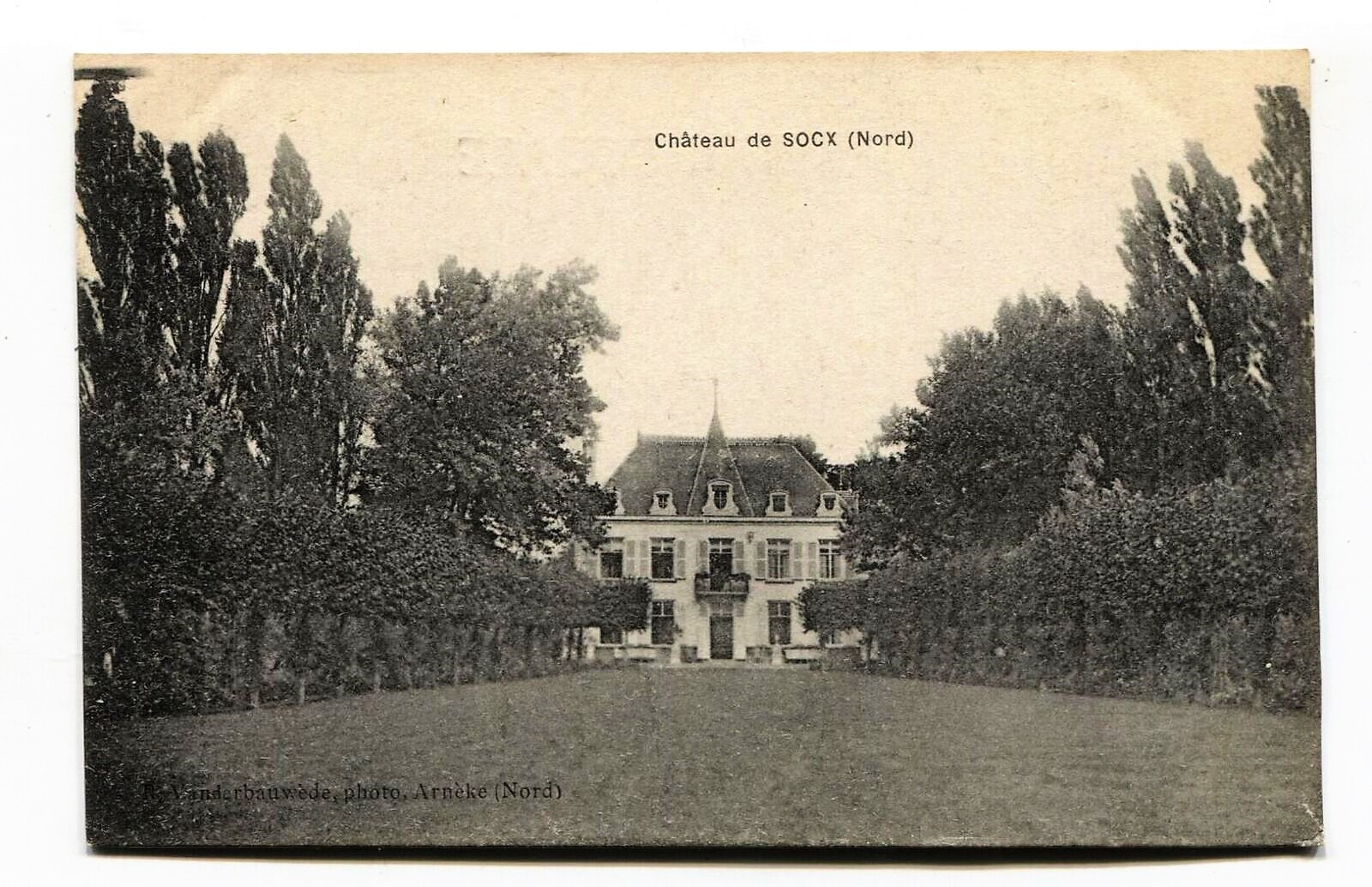
Schloss Klap-Houck (Anfang des 20. Jahrhunderts), Monument historique
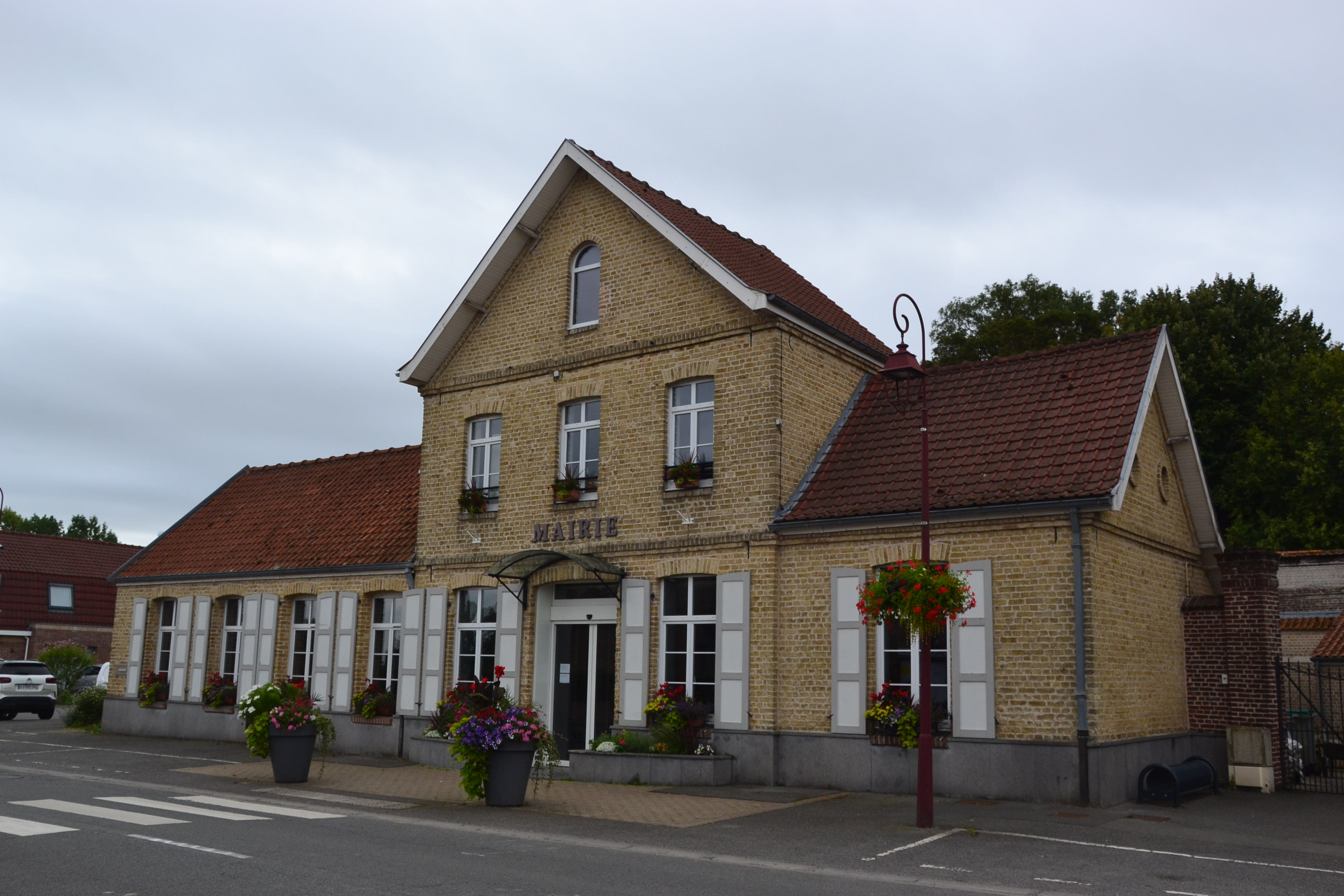
Rathaus (mairie)

## Gemeindepartnerschaft
Seit dem 12. April 2008 besteht eine Partnerschaft mit Caton-with-Littledale, Lancashire, Vereinigtes Königreich.

## Unternehmen
In Socx betreibt Coca-Cola ein Abfüllwerk für Getränke.